# حق الامتياز
منيفه سعد البقمي

## الأسماء
ومن أسمائها: حق التمتع باسم منشأة أُخرى أو استعمال أثر الغير أو رخصة امتياز وعقد امتياز أو الحق الاستثنائي وتُعرف أيضًا باسم فرانشايز.

## لمحة تاريخية
(فرنشايز - Franchise) هي كلمة فرنسية الأصل، وتعني باللغة العربية (الامتياز التجاري) أول ما استخدمت في العصور الوسطى لأوروبا وذلك لوصف الحقوق والامتيازات الممنوحة لصالح الملك مقابل السماح بإقامة الأسواق والأعياد وعبور المناطق.
بدأ نظام الفرنشايز (الامتياز التجاري) في الظهور تجاريا لأول مره في عام 1871م في الولايات المتحدة الأمريكية كغيره من المفاهيم والنظريات الإدارية والتسويقية، وكان ذلك بعد الحرب الأمريكية، وتحديدا ظهر في عملية تسويق وتوزيع ماكينات الخياطة (سنجر) حيث كانت المشكلة التي تواجه مصنعي ومنتجي ماكينات (سنجر) هي كيفية تسويقها وخصوصا أن الولايات المتحدة الأمريكية بعد انتهاء الحرب الأهلية كانت تعتبر سوقا ضخما وواسعا، هذا بالإضافة إلى عدم وجود نظام للاتصالات في ذلك الوقت فابتدع منتجي ماكينات الخياطة هذا المفهوم من أجل تعيين أشخاص يقومون بتوزيع الماكينات وعمل صيانة لها وبيعها. أعقبها بعد ذلك شركات المشروبات التي أعطت ترخيصاً لشركات أخرى لكي تقوم بتصنيع وتوزيع منتجاتها تحت نفس علامتها التجارية تبعتهم بعد ذلك شركات السيارات ثم تبعتهم بعد ذلك الكثير من الشركات، وفي نفس الوقت الحاضر يغزو نظام الفرنشايز أكثر من 75 صناعة رئيسية مختلفة تنتشر في معظم دول العالم، لما يمثله من وسيله ناجحة لنقل المعرفة الفنية والمشاريع الإنتاجية، ويسهل علي الشركات المانحة التوسع والانتشار السريع بأقل قدر من رأس المال ويوفر لها شركاء يقومون بتقديم نفس المنتج والخدمة تحت العلامة التجارية نفسها مع توفير الدعم الفني لإنتاج السلعة أو الخدمة، كما يعتبر نظام الفرنشايز (الامتياز التجاري) أيضا وسيلة لنقل التكنولوجيا من الدول المتقدمة إلى الدول الأخرى.
ومن الملاحظ أن غالبية الشركات العاملة في نظام الفرنشايز في المنطقة العربية هي شركات استهلاكية كالمطاعم وأدوات التجميل والعطور وما زال الطلب في تزايد علي المواد الاستهلاكية وخاصة الغذائية منها كالمطاعم والوجبات السريعة وهنالك العديد من الأنشطة ذات الصلة بالأزياء والجمال والصحة والتعليم والتدريب أي مجال الخدمات بشكل عام سواء في تقنية المعلومات أو تجهيز المكاتب أو خدمات التوصيل وإعمال الدعاية والإعلان والإنشاءات وبيع وتأجير الأفلام وخدمات الطباعة.

## الأعمال التي يناسبها الامتياز
إن أي مشروع عمل قد تتخيله يمكن أن يكون فعلياً قابلاً للخضوع للامتياز، فعلى سبيل المثال، فإن «رابطة حقوق الامتياز الدولية» (International Franchise Association) تضع الآن في تصنيفاتها أكثر من 75 فئة مختلفة لتصنيف الأعمال التي يمكن أن تكون محلاً للامتياز في غالب الأحيان. وقد يخطر لدى الجميع بأن مطاعم الوجبات السريعة أو خدمات المطاعم هي وحدها محل الامتياز، غير أن الحقيقة خلاف ذلك حيث يغطي الامتياز قاعدة تشمل معظم الأعمال والخدمات تقريباً، بدءاً من أعمال الدعاية والإعلان، والإنشاءات، ومروراً ببيع وتأجير الأفلام، وخدمات الطباعة والنسخ، وخدمات تشغيل خادمات المنازل، وخدمات الكمبيوتر، والفنادق ووصولاً إلى أعمال وكالات السياحة والسفر والتسويق العقاري.

## منافع حق الامتياز
فوائد ومميزات نظام الفرنشايز (الامتياز التجاري)
يعود نظام الفرنشايز (الامتياز التجاري) على كلا المتعاقدين وعلى الصعيد الدولي بمجموعة من الفوائد والمزايا، تتمثل بما يلي:-
الفوائد والمزايا التي يُحققها نظام الفرنشايز لمانح الامتياز:-
1)	التوسع والانتشار السريع في الأسواق المستهدفة دون تحمل تكاليف عالية.
2)	توزيع السلع أو الخدمة بأسلوب محدد ومنظم.
3)	إفادة المانح المادية من المبالغ التي تدفع له من الممنوح له.
4)	إفادة المانح المادية من عملية تزويد محلات الممنوحين بالمواد، لأنه وفق شروط النظام وللمحافظة على الجودة، فإن الممنوح يقوم بشراء معظم المواد من المانح الذي يستطيع أن يوفرها بسعر منافس.
5)	مديرو الوحدات التابعة له، هم في الواقع مالكون للمشروع وليسوا موظفين لديه، الأمر الذي يدفعهم للحرص على نجاح المشروع، وتقديم مقترحات إيجابية لتحسين العمل، بهذا فإن المانح يتغلب على تعقيد عملية إدارة فروع جديدة، قد تتطلب إدارتها رأس مال كبير جدًا وجهدًا ورقابة ومخاطرة كبيرة بالاستثمار.
الفوائد والمزايا التي يحققها نظام الفرنشايز لممنوح الامتياز:-
1)	إفادة الممنوح من اسم المانح وعلامته وشهرته وخبرته، مما يُعزز ثقة الزبائن بالممنوح. وتهافتهم عليه بمجرد فتح أَبوابه، بحيث يضمن له فرص نجاح شبه مؤكدة
2)	استقلال الممنوح له بوصفه مستثمرًا ومالكًا للمشروع، كذلك تجنب الخسائر بحيث يضمن النجاح كنتيجة طبيعية للدعم الفني والإداري والتسويقي، واسم الشهرة الذي يحصل عليه من المانح.
3)	إفادة الممنوح من قيمة المواد التي يوفرها المانح للممنوح، بأسعار تنافسية.
4)	يفيد الممنوح من التدريب النوعي والمستمر المقدم من المانح، إذ يُجنبه الأخطاء، وتحقيق كمية أكبر من الأرباح.
5)	سهولة الحصول على تمويل من المؤسسات المالية، لثقتها في نجاح المشروع المجرب من قبل.
6)	يتمتع الممنوح بحماية من المنافسة، إذ يحدد له منطقة جغرافية خاصة به
الفوائد والمزايا التي يُحققها نظام الفرنشايز على الصَّعيد الدَّولي:-
1)	يُعدّ نظام الفرنشايز من الحلول التي تساعد على الإنماء الاقتصادي والتجاري بالنسبة للجهة الممنوح لها، إذ يسهم هذا النوع من الاستثمار بتشغيل الأيدي العاملة المحلية، فيعد وسيلة - ناجحة لحل أزمة البطالة.
2)	يقلل هذا النظام من نسب السيولة المتسربة للخارج، وزيادة الاستثمار في المشاريع الصغيرة والمتوسطة، وتحفيز الشركات المحلية لإِعادة ترتيب أَوراقها حتى تتمكن من المنافسة بما يرفع من جودة المنتج أو الخدمة التي تقدمها للمستهلك، هذا التطوير في المنتجات المحلية يسهم في اللجوء لتداول المنتج المحلي عوضًا على البضائع المستوردة
3)	يسهم هذا النظام في تطوير الأيدي العاملة الوطنية، من خلال التدريب الذي تتلقاه في
المشاريع المقامة، مما يساعد في رفع كفاءة القوى البشرية.

## المضار
من المرجح ان تطلب الشركة المانحة للامتياز مبالغ سنوية باهظة فقط على استخدام الاسم فقط مما يؤي إلى خسارة المستفيد من حق الامتياز أو قد يؤدي ذلك إلى تقليل مستوى الخدمة لتوفير بعض المبالغ

## الأمور القانونية
ينصح حين توقيع عقد الامتياز بوجود طرف ثالث وهو محامي الامتياز لشرح حقوق وواجبات كل طرف تجاه الآخر.